# Thomas e a Ferrovia Mágica
Thomas e a Ferrovia Mágica (no original: Thomas and The Magic Railroad) é um filme de aventura e fantasia americano-britânico lançado no ano 2000, baseado na série de livros Railway Series, a série de televisão Thomas e Seus Amigos e o seu spin-off americano Shining Time Station (na dublagem brasileira do filme: Resplendor). Foi produzido pela Gullane Entertainment, The Britt Allcroft Company, Isle Of Man Film Comission e Destination Films. Foi distribuído pela Icon Productions no Reino Unido e Irlanda e a Destination Films nos Estados Unidos. Foi dirigido e escrito por Britt Allcroft.

## Enredo
Thomas precisa ajudar uma locomotiva mágica a reencontrar seu caminho de volta para a Ilha de Sodor e assim recuperar a magia que povoa a ilha de trens falantes.

## Elenco
| Ator                      | Personagem                          |
| ------------------------- | ----------------------------------- |
| Alec Baldwin              | Sr. Condutor                        |
| Peter Fonda               | Burnett Stone                       |
| Mara Wilson               | Lily                                |
| Didi Conn                 | Stacy Jones                         |
| Russell Means             | Billy Twofeathers                   |
| Cody McMains              | Patch                               |
| Lori Hallier              | Mãe de Lily                         |
| Eddie Glenn               | Thomas (voz)                        |
| Linda Ballantyne          | Percy (voz)                         |
| Neil Crone                | Diesel 10 / Splatter / Gordon (voz) |
| Susan Roman               | James (voz)                         |
| Colm Feore                | Toby (voz)                          |
| Kevin Frank               | Henry / Dodge (voz)                 |
| Britt Allcroft            | Lady (voz)                          |
| Michael E. Rodgers        | Sr. Conductor Junior                |
| Shelley Elizabeth Skinner | Annie / Clarabel (voz)              |

## Produção
No começo dos anos 90, a série de televisão Thomas e Seus Amigos estava no auge de sua popularidade nos Estados Unidos e Reino Unido. Ao mesmo tempo, seu spin-off americano Shining Time Station também fazia sucesso em terras norte-americanas. No começo de 1994, antes do lançamento da quarta temporada de Thomas, Britt Allcroft tinha planos de fazer um filme baseado em ambas as séries, onde estariam presentes os trens em miniatura de Thomas e Seus Amigos e a estética live-action de Shining Time Station.
Em fevereiro de 1996, Allcroft recebeu uma proposta de Barry London, o então vice-presidente da Paramount Pictures com uma ideia para um filme de Thomas. Allcroft assinou um contrato para escrever o roteiro do filme com o título provisório de "Thomas and The Magic Railroad" (em português: Thomas e a Ferrovia Mágica). De acordo com uma coletiva de imprensa, as filmagens iriam acontecer no Shepperton Studios no Reino Unido e Estados Unidos, com o lançamento cinematográfico previsto para 1997. Porém, a empresa abandonou o projeto assim que Barry London deixou o seu posto. Houve discussões sobre o projeto com a PolyGram mas que não foram para frente devido às dificuldades financeiras da gravadora naquela época.
No verão de 1998, durante o lançamento da quinta temporada de Thomas e Seus Amigos , Allcroft viu um anúncio de jornal da Isle Of Man Comission oferecendo um incentivo para companhias que quisessem gravar na ilha. Allcroft visitou a ilha algumas vezes depois e decidiu que era a locação perfeita para o filme. Em 1999, Barry London se tornou o presidente da recém-fundada Destination Films e renovou seu interesse pelo projeto, fazendo com a que a Destination Films fosse a principal patrocinadora do filme.

## Gravações
A fotografia principal começou no dia 2 de agosto de 1999 e terminou no dia 15 de outubro do mesmo ano. As gravações foram realizadas na Strasburg Railroad em Strasburg, Pennsylvania, Estados Unidos além de Toronto, Ontario, Canadá e na Isle Of Man. A Castletown Railway na Isle Of Man foi utilizada como cenário da cidade de Shining Time e um pequeno galpão na Port St. Mary Railway se tornou a oficina de Burnett Stone, personagem de Peter Fonda. A estação de trem em que Lily (Mara Wilson) embarca é a Harrisburg Transportation Center.
A Ilha de Sodor, local fictício onde Thomas e seus amigos vivem, foi totalmente feita de chroma key, maquetes e trens em miniatura. Os trens foram animados utilizando controle-remoto, assim como na série de televisão. As sequências dos trens foram gravadas em Toronto ao invés da Shepperton Studios, local onde era gravada a série de televisão.

## Lançamento
Thomas e a Ferrovia Mágica foi lançado nos cinemas britânicos no dia 14 de julho de 2000, e nos cinemas americanos no dia 26 de julho do mesmo ano. A imprensa que compareceu ao lançamento foi bem pouca, já que todas as atenções estavam focadas no lançamento do livro Harry Potter e o Cálice de Fogo. Em setembro de 2020, foi anunciado o relançamento em Blu-ray do filme.

## Recepção
O filme teve uma recepção negativa da crítica especializada. Atualmente possui uma aprovação de 21% no Rotten Tomatoes. O consenso do site diz: "Crianças hoje em dia demandam efeitos especiais deslumbrantes ou pelo menos um enredo inteligente com personagens fofos. Esse filme não tem nada disso, se perdendo na americanização de uma série britânica bem produzida". 